# Кристиан Николов (престъпник)
Кристиан Асенов Николов е български престъпник, известен с убийството на журналиста Милен Цветков, в тежка автомобилна катастрофа на 19 април 2020 г., в София, за което е осъден на 9 г. лишаване от свобода.

## Убийство на журналиста Милен Цветков
На 18 април 2020 г. Николов и неговата приятелка Симона Цанкова решават да празнуват нейния рожден ден, като си направят пикник във Витоша. Заради епидемичните мерки, полицаи им съставят акт и ги изгонват от планината. Двамата отиват да празнуват в дома на Николов. Купонът продължава до след полунощ.
На следващия ден, 19 април 2020 г., Великден, Николов и Цанкова отиват до апартамента на техния приятел Георги Иванов, син на депутата от ГЕРБ, Лъчезар Иванов. Там прекарват времето следобед, след което и тримата тръгват към заведение, където да хапнат.
Николов шофира Audi Q7 с регистрационен номер "СА 2772 ХА", собственост на фирмата ЕТ "Десислава Пешева - Комерс", която е притежавана и управлявана от неговата майка, Десислава Пешева. Аудито се движи по ул."Хенрих Ибсен" със скорост около 100 км/час, която е двойно над позволената, при шофиране в града. На кръстовището с бул. "Черни връх", Милен Цветков изчаква на червен светофар, със своя компактен SUV ''Subaru Forester''
Николов връхлита с мощния джип върху "Субару"-то на Милен, отзад, при червен сигнал на светофара, без спирачен път. Вещото лице проф. Станимир Карапетков, свидетелства пред съда:
| „ | Тази скорост е 99 км/час към момента на удара. Като подсъдимият преди това е ускорявал около 250 - 280 метра и около 18 - 17 метра са при равномерно движение. | “ |

Автомобилът на Милен Цветков се оттласква рязко напред и се завърта обратно на часовниковата стрелка на около 90 градуса. Тялото на журналиста от спокойна поза рязко отскача напред със скорост 66 км/час. Карапетков уточнява:
| „ | Това са изключително високи инерционни сили на вътрешните органи, при което тялото вследствие на своята инертност се прилепя силно към седалката. При което коланът практически не влияе. Следващото движение с откат напред, но вече имаме и деформация на седалката силно напред от удара отзад. Тази седалка притиска тялото към волана, при което травмите на пострадалия са съществени и комплексни. | “ |

Според експертите, непосредствената причина за смъртта на Милен Цветков, е спукване на аортата, с размер 7 милиметра. Според тях, при такава травма започва кръвоизлив, но в началото човек е в състояние да се движи, като постепенно, но необратимо състоянието му се влошава.
В кръвните проби на Кристиан Николов, след катастрофата, са открити кокаин, амфетамин и марихуана. Експертите са категорични, че наркотиците са оказали влияние върху преценката на Николов и способността му да шофира.

## Обвинения и присъди
През 2022 г. Николов е осъден от СГС на 9 години затвор, за смъртта на журналиста Милен Цветков. Съдът му налага забрана да шофира за 10 години, като той трябва да плати и 40 000 лева разноски по делото. Прокуратурата обжалва присъдата пред САС, като САС я потвърждава. Подсъдимият и прокуратурата обжалват размера на присъдата пред ВКС. На трета инстанция Кристиан Николов е осъден на 9 години затвор.